# Венедиктов, Александр Павлович
Александр Павлович Венедиктов (24 июля 1933, Ленинград — 2013, Санкт-Петербург) — советский баскетболист.

## Карьера
Начал заниматься баскетболом в 1948 году. Выступал за команды ЛЭТИ, «Наука», «Буревестник».
Более десяти лет входил в сборную Ленинграда, привлекался в сборную команду СССР.
Неоднократный участник первенств Советского Союза (1953-1959), чемпион зимнего Первенства СССР (1955), чемпион Спартакиады профсоюзов (1955), чемпион Всемирной универсиады (1959).

## Научная деятельность
В 1959 году окончил ЛЭТИ. Работал в НПО «Вектор» с 1959 по 2012 год в должности ведущего инженера. Стаж работы более 50 лет. Ветеран труда, житель блокадного Ленинграда. Был награждён правительственными медалями. Успешно сочетал высококвалифицированную работу с занятием спортом.